# Pholidochris carmelita
Pholidochris carmelita är en skalbaggsart som beskrevs av Max Quedenfeldt 1888. Pholidochris carmelita ingår i släktet Pholidochris och familjen Melolonthidae. Inga underarter finns listade i Catalogue of Life.